# 舍凱林齊
50°8′16″N 26°27′5″E / 50.13778°N 26.45139°E
舍凱林齊（羅馬化：Shekeryntsi）是烏克蘭西部的村莊，隸屬赫梅利尼茨基州的舍佩蒂夫卡區。該村處於胡蒂斯卡河畔，始建於1729年，面積2.918平方公里，海拔高度303米，2001年人口694。